# Philippe de Vendôme
Philippe de Vendôme né le 23 août 1655 à Paris et mort le 24 janvier 1727 dans la même ville, duc de Vendôme (1712-1727), dit le « prieur de Vendôme », est grand prieur de l'ordre de Saint-Jean de Jérusalem et un militaire français.

## Biographie
Philippe de Vendôme est le fils de Louis II, duc de Mercœur et de Vendôme et de Laure Mancini.
Arrière-petit-fils d'Henri IV et de Gabrielle d'Estrées, frère cadet de Louis Joseph, dit le Grand Vendôme, il est aussi un petit-neveu du défunt cardinal de Mazarin et un proche cousin du prince de Conti et du prince Eugène de Savoie-Carignan. Il est baptisé le 27 octobre 1656 à la Sainte-Chapelle de Vincennes en même temps que son frère aîné Louis Joseph. Sa mère meurt l'année suivante. Son père entre dans les ordres et sera créé cardinal en 1667.
À l'âge de sept ans, il fut pourvu en commende de l'abbaye de la Trinité de Vendôme (42e abbé et 10e abbé commendataire). Il l'est aussi de l'Abbaye Saint-Victor de Marseille, de Saint-Vigor de Cerisy, de Saint-Honorat de Lerins, de Saint-Mansuy de Toul et de Notre-Dame d'Ivry. 
Son grand-père César, duc de Vendôme meurt en 1665. Entré de minorité à l'âge de 11 ans, en 1666, dans l'ordre de Saint-Jean de Jérusalem, le jeune prince est nommé grand prieur de France dans  l'ordre chevaleresque de Saint-Jean de Jérusalem  en 1678 à la suite d'Henri d’Estampes-Valençay. Son père meurt en 1669, peu avant sa grand-mère Françoise de Lorraine-Mercoeur.
Ami des lettres, menant une vie d'homme du monde, il réunissait dans sa maison du Temple, siège du grand prieuré à Paris, les beaux esprits de la société du Temple, cercle littéraire, philosophique et « libertin ». Il protégea notamment l’abbé mondain Chaulieu, ainsi que le peintre Jean Raoux, ancien élève comme Hyacinthe Rigaud, d’Antoine Ranc à Montpellier ; Raoux qui laissa de lui un portrait célèbre.

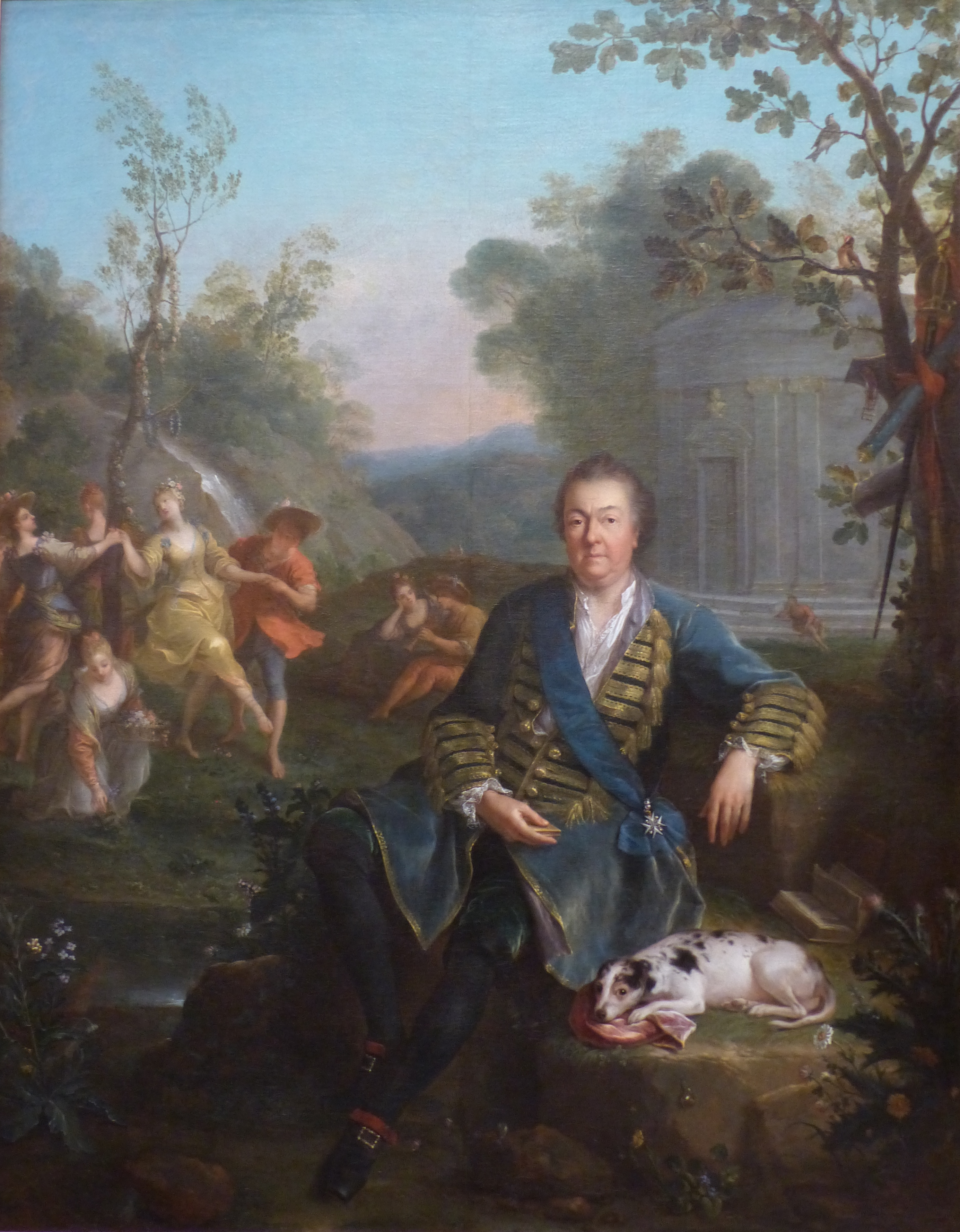
Jean Raoux, Le Grand prieur de Vendôme, 1721, Montpellier, musée Fabre.

C'est un « homme à femmes » qui collectionne les maîtresses. On lui prête tout d’abord Fanchon Moreau, chanteuse et danseuse renommée de l’Académie royale de musique. En 1670, il achète le pavillon Vendôme pour la loger. En 1676, il séduit la maîtresse du roi, Marie-Élisabeth de Ludres. En 1683, alors qu’il est en Angleterre, il séduit la maîtresse du roi Charles II, Louise de Kéroualle, duchesse de Portsmouth. C'est le déplaisir du roi qui le force à rentrer en France. En 1705, il vit à Gênes avec sa cousine, Marie Charlotte de La Porte de La Meilleraye. On le soupçonne aussi d’avoir été l’amant de sa tante, Marie-Anne Mancini, avec qui il entretiendra toute sa vie une relation assez trouble. Citant Saint-Simon, Evelyne Lever affirme même que de cette relation incestueuse est né Frédéric-Jules, officiellement le quatrième des dix enfants que la duchesse de Bouillon eut avec son époux légitime, Godefroy-Maurice de La Tour d'Auvergne, duc de Bouillon. Il envisagea même, après la mort de son frère, de demander une dispense au grand maître pour pouvoir épouser sa cousine et avoir un héritier, mais cela impliquait de demander la dispense du pape. En 1721, il abandonna bien vite cette idée.
Il fit les campagnes de Hollande et d'Alsace, devint maréchal de camp en 1691, lieutenant général en 1693 et prit une part active à toutes les campagnes d'Italie et de Catalogne jusqu'en 1705.
À la mort de son frère en 1712, il ne put hériter de ses biens et comme il s'agissait d'apanages, ceux-ci firent retour au domaine du roi. Il hérita seulement du titre de duc de Vendôme[réf. nécessaire]. En 1719, il démissionna de sa charge sous la pression de son Ordre et du Régent pour céder la place à Jean Philippe d'Orléans, fils naturel de celui-ci.
Philippe de Vendôme meurt le 25 janvier 1727 à son hôtel de la rue de Varenne à Paris. Son corps est transporté au Temple avant d'être enterré dans l'église de la Chartreuse.